# Heliga porten

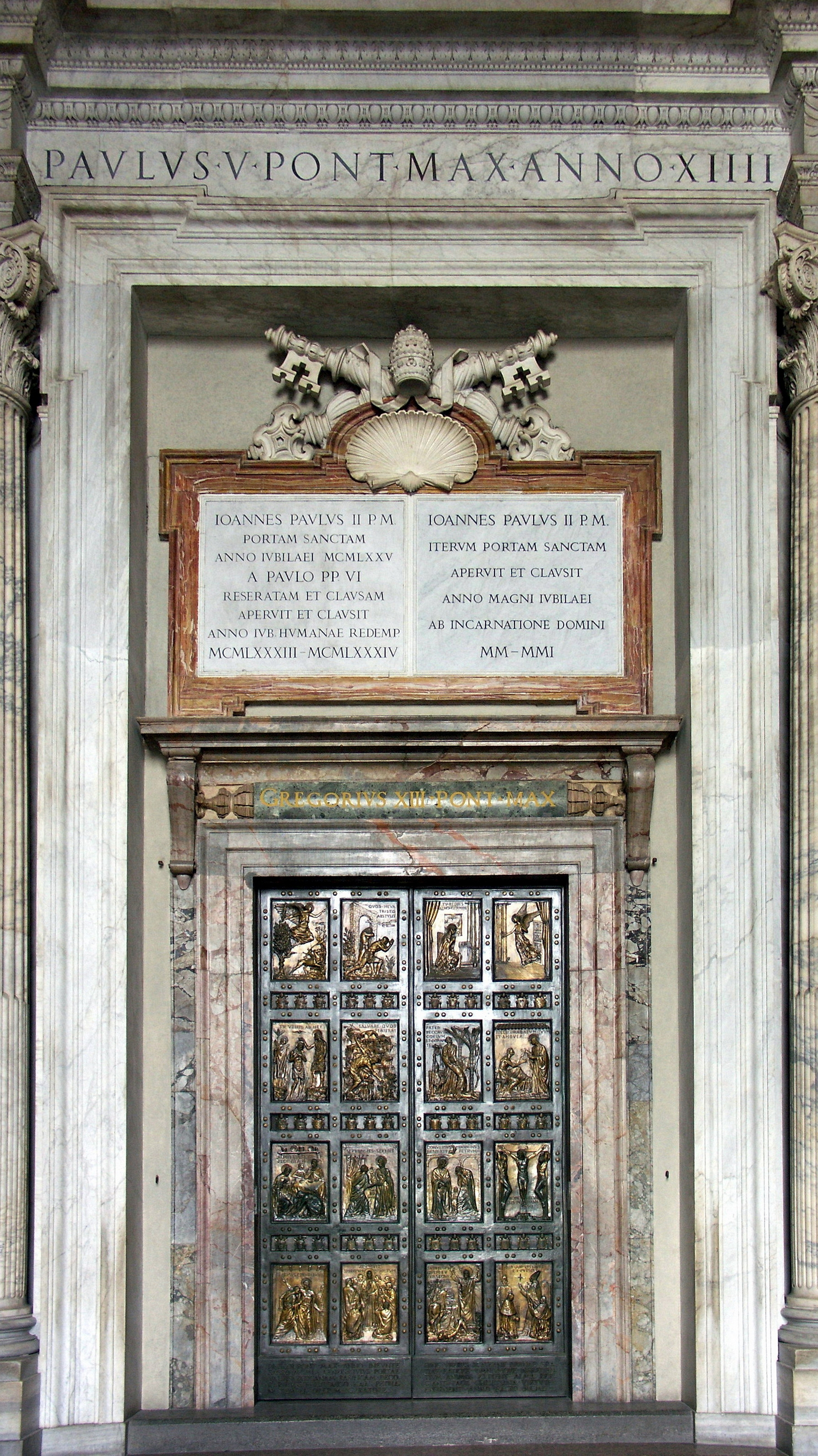
Heliga porten i Peterskyrkan i Rom.

Heliga porten (latin Porta sancta) syftar på en ingångsport i var och en av de fyra påvliga basilikorna i Rom: Lateranbasilikan, Peterskyrkan, San Paolo fuori le Mura och Santa Maria Maggiore. Dessa portar är vanligen förseglade med murbruk och cement för att inte kunna öppnas. Portarna öppnas ceremoniellt vid varje heligt år. Troende som inträder genom dessa portar får del av jubelårets avlat.
Det extraordinära heliga året, benämnt Barmhärtighetens år, inleddes den 8 december 2015 med att påve Franciskus öppnade Heliga porten i Peterskyrkan. Vid ceremonin närvarade även den förre påven, Benedikt XVI.

## Heliga portar utnämnda avHeliga stolen
| Kyrkobyggnad                        | Plats                  | Land          |
| ----------------------------------- | ---------------------- | ------------- |
| Peterskyrkan                        | Vatikanstaten          | Vatikanstaten |
| Lateranbasilikan                    | Rom                    | Italien       |
| Santa Maria Maggiore                | Rom                    | Italien       |
| San Paolo fuori le Mura             | Rom                    | Italien       |
| Katedralen i Santiago de Compostela | Santiago de Compostela | Spanien       |
| Sanctuaire du Saint Curé d'Ars      | Ars-sur-Formans        | Frankrike     |
| Notre-Dame de Québec                | Quebec City            | Kanada        |